# Laurède
Laurède is een gemeente in het Franse departement Landes (regio Nouvelle-Aquitaine) en telt 355 inwoners (2004). De plaats maakt deel uit van het arrondissement Dax.

## Geografie
De oppervlakte van Laurède bedraagt 5,7 km², de bevolkingsdichtheid is 62,3 inwoners per km².
De onderstaande kaart toont de ligging van Laurède met de belangrijkste infrastructuur en aangrenzende gemeenten.

## Demografie
Onderstaande figuur toont het verloop van het inwonertal (bron: INSEE-tellingen).